# Любечская улица
Любечская улица (укр. Любецька вулиця) — улица в Новозаводском районе города Чернигова. Пролегает от улицы Ивана Мазепы до пересечения улиц Апрельская и Элеваторная, одна из главных транспортных артерий и одна из длиннейших улиц города.
Примыкают улицы Пирогова, Вячеслава Черновола, Ивана Богуна, Ревуцкого, Вячеслава Радченко, Дружбы, Репкинская, Полесская, Василия Прохорского, Червоная, Франко, Мартына Небабы, Широкая, Длинная, Слободская, Рудого, Общественная, Казацкая, 102-й километр, дорога от Глебова и Независимости, Освободителей, Нефтяников, Апрельская.

## История
Современная улица проложена в конце 19 века, состоящая из двух небольших отрезков, расположенных под прямым углом по отношению друг к другу. Название в честь дороги на Любеч, которая существовала с 9-10 веков. В 18-19 веках существовала другая Любечская улица в районе Черниговской крепости (Детинец). 
В связи с расширением границ города Чернигова, вдоль бывшей дороги на Любеч были построены жилые дома, предприятия и другие сооружения и она превратилась в городскую улицу. В 1959 году первые два отрезка улицы закрыли для проезда и проложили прямой въезд на неё с улицы Щорса — между современным домом № 9 и улицей Щорса. Нумерация сохранилась и начинается с ныне закрытого Г-образного в плане проезда улицы (дома №№ 3, 5, 7А, 11). При этом на проектном участке улицы есть два 9-этажных дома №№ 5 и 7.  
В апреле 1926 года был открыт организационно-методический центр для руководства и координации санитарно-образовательной работой. С 1963 года расположен в специально построенном помещении — Черниговский областной дом санитарного образования (дом № 7) — сейчас называется Областной центр информационно-аналитических технологий и пропаганды здорового способа жизни (дом № 7 А, корпус 1).
В 1950-1960-е годы улица застраивалась промышленными предприятиями. В 1952-1956 годах было построено новое помещение для «Черниговского городского молочного завода» по улице Любечской (дом № 76). В период 1967-1970 годов были налажены высокопродуктивные линии для производства масла, молока, мороженого, оборудован цех детского питания. В 1957 году было завершено строительство нового предприятия «Черниговского мясокомбината» (дом № 80), основанного на базе городской бойни в 1933 году. В 1943 году была создана артель для инвалидов «Красный текстильщик», которая изготавливала валяльную обувь и различные верёвки. В 1960 году была реорганизована в обувно-валяльную фабрику, а с сентября 1965 года называется «Черниговская валяльно-войлочная фабрика» (дом № 155). Предприятие выпускало мужскую валяльную обувь, щитковый войлок и прочее. В 1968 году на базе лесопильного и раскройного цехов Черниговской фабрики музыкальных инструментов был создан завод «Муздеталь» (дом № 187, сейчас «Резонанс»).
В 1966 году Любечская улица стала участком нового троллейбусного маршрута № 6, где контактная линия была до перекрестка с улицей 50 лет ВЛКСМ. 19 декабря 2010 года существующая линия троллейбусного маршрута № 6 была продлена далее в северо-западном направлении по улице Независимости до района Масаны.

## Застройка
Улица пролегает в северо-западном направлении от улицы Ивана Мазепы. Из-за перепланирования старый Г-образный в плане участок начала улицы был закрыт для проезда (дома №№ 3, 5, 7А, 11) и был открыт прямой проезд между улицей Ивана Мазепы и домом № 9. Новым началом улицы условно служит проектный участок — согласно Генплану Чернигова, предполагалось проложить новый участок от проспекта Победы (при примыкании Хлебопекарной) до улицы Ивана Мазепы с ликвидацией усадебной застройки Землянок — где сейчас расположены только два 9-этажных дома (№№ 5, 7) без проложенной улицы.
Непарная сторона улицы занята многоэтажной жилой застройкой — до примыкания улицы Ивана Богуна, затем — усадебной застройкой исторической местности Красный Хутор. Парная сторона улицы занята частично многоэтажной жилой застройкой, кладбищем (Еврейским), преимущественно промышленными и коммунальными предприятиями (например, Черниговский хлебозавод №1, молокозавод, мясокомбинат, Черниговгаз). 
После примыкания Общественной и Казацкой улиц пересекает ж/д линию по туннелю. После пересечения ж/д линии Любечская улица, при примыкании улицы Красносельского, была отмежёвана от основной её части новой улицей Независимости. Ближе к жилмассиву Масаны создана круговая транспортная развязка улиц Независимости и Глебова, и съезда от Любечской улицы. Крайний северный участок служит условной границей строящегося микрорайона № 3 жилмассива Масаны, и доходит до бывшего села Масаны. Конец улиц (после пересечения ж/д линии) занят промышленными («Резонанс», «Млибор»), коммунальными («Черниговнефтегазгеология», «Черниговгаз») и складским (Вторчернмет, Вторцветмет) предприятиями, парная — не застроена и участок строительства микрорайона № 3 жилмассива Масаны. 
|                                                 |            |                                                                  |                                                       |
| начало улицы: вид со стороны улицы Ивана Мазепы | дом № 11 А | перекрёсток с улицей Пирогова — в направлении улицы Ивана Мазепы | конец улицы — справа микрорайон № 3 жилмассива Масаны |

Учреждения:
1. дом № 7 А, к. 1 — Областной центр информационно-аналитических технологий и пропаганды здорового способа жизни
2. дом № 7Б — научно-медицинская библиотека
3. дом № 11 А — санэпидемстанция
4. дом № 24 — «Черниговский хлебозавод №1»
5. дом № 24 А — Черниговская художественно-производственная мастерская
6. дом № 40 — школа № 13
7. дом № 40 А — отделение связи «Укрпочта» № 21
8. дом № 68 — «Черниговгаз»
9. дом № 66 — ранее «Черниговский завод специального автотранспорта»
10. дом № 70 — «Базис»
11. дом № 76 — «Черниговский молокозавод»
12. дом № 80 — «Черниговский мясокомбинат»
13. дом № 155 — территория «Черниговской валяльно-войлочной фабрики» — ныне ряд предприятий
14. дом № 179 — управление производственно-технического обеспечения и комплектации предприятия «Черниговнефтегазгеология»
15. дом № 187 — завод «Резонанс» — ранее «Муздеталь»
16. напротив дом № 187 — католическая церковь (строится)

Есть ряд значимых и рядовых исторических зданий, что не являются памятниками архитектуры или истории, расположенные на территории больничного комлпекса: два 2-этажных здания (№ 11 А — санэпидемстанция, б/н), два усадебных дома (№ 11, б/н), четыре 1-этажных здания (№ 7 А, 7 Б, б/н, б/н).
Мемориальные доски:
1. дом № 11 — Герою Советского Союза Филиппу Макаровичу Косолапову — на доме, где он жил.
2. дом № 21 — кавалеру Ордена Славы, уроженцу Черниговщины Ивану Максимовичу Литвину — на доме, где он жил.
3. дом № 66 — Награждению коллектива «Кинотехпрома» юбилейной почётной грамотой по случаю пятидесятилетия создания СССР — демонтирована — на здании «Кинотехпрома»
4. дом № 66 — Пятидесятилетию создания СССР — демонтирована — на здании «Кинотехпрома»